# Elaphoglossum malayense
Elaphoglossum malayense är en träjonväxtart som beskrevs av Holtt. Elaphoglossum malayense ingår i släktet Elaphoglossum och familjen Dryopteridaceae. Inga underarter finns listade.